# Podgrič
Podgrič je gručasto naselje v izteku Vipavske doline, nedaleč od naselja Podnanos v Občini Vipava. Leži na prisojnem flišnem pobočju pod magistralno cesto Vipava – Razdrto. 
Vaščani so zaposleni predvsem v Podnanosu in Ajdovščini, upad izključno kmečkega prebivalstva se je začel, podobno kot drugje v Sloveniji, v 2. polovici 20. stoletja. Vaške njive segajo do ravnine ob potoku Močilnik, prebivalci vzdržujejo tudi nekaj vinogradov. Kot kmečka panoga prevladuje živinoreja. 

## Prebivalstvo
Etnična sestava 2002:
- Slovenci: 53 (100 %)